# Heliaia
Heliaia oder Heliaea (altgriechisch ἠλιαία) war das oberste Gericht des antiken Athens.
Der Name des Gerichts leitet sich aus dem griechischen Verb ἡλιάζεσθαι ‚sich versammeln‘ ab, nach einer anderen Version kommt der Name daher, dass das Gericht im Freien, also unter der Sonne (ἥλιος) tagte. Die Heliaia wurde auch „große Ekklesia“ genannt.
Die Richter wurden Heliasten (ἡλιασταί) oder Dikasten (δικασταί) genannt.

## Institution und Zusammensetzung der Heliaia

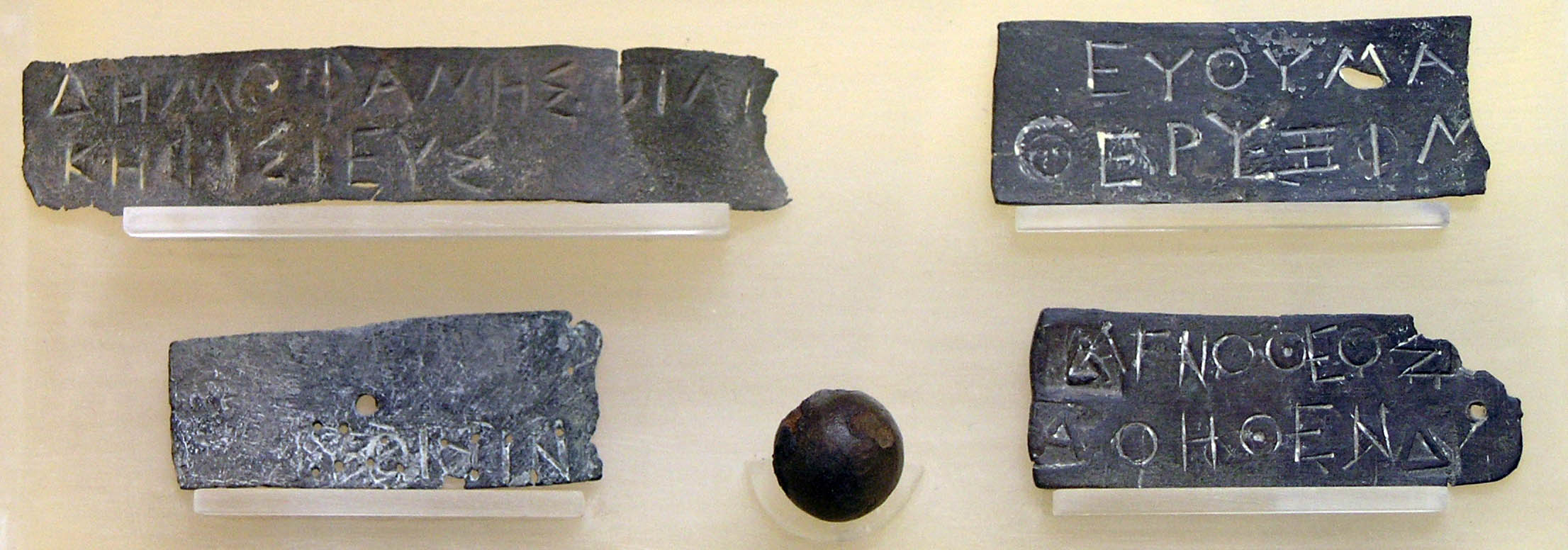
Bronze-Plaketten, Ausweis der Heliasten (5.–2. Jahrhundert v. Chr., Agora-Museum Athen)

Es ist nicht geklärt, ob die Heliaia von Kleisthenes oder von Solon eingeführt wurde; letzterer soll ihr die Funktion eines Berufungsgerichts gegen Maßnahmen der Archonten verliehen haben.
Das Gericht bestand aus 6.000 Richtern, die jährlich aus den über 30 Jahre alten männlichen Bürgern ausgelost wurden; ausgeschlossen war, wer Schulden bei der Staatskasse hatte oder entrechtet war, insbesondere die Bürgerrechte durch die erniedrigende Bestrafung mit der Atimie (ἀτιμία) verloren hatte, ferner wer unter geistigen oder körperlichen Mängeln litt, soweit diese daran hinderten, den Gang des Verfahrens voll zu verfolgen. Wenn eine ungeeignete Person Mitglied eines Gerichts war, wurde Mitteilung gemacht und er wurde vor die Heliaia gebracht. Wurde er überführt, konnte das Gericht eine Strafe oder Buße festsetzen, die es für angemessen hielt. War es eine Geldbuße, hatte der Delinquent ins Gefängnis zu gehen, bis er sowohl die Schuld, die Gegenstand der gegen ihn vorgebrachten Mitteilung war, als auch das ihm vom Gericht auferlegte zusätzliche Bußgeld bezahlt hatte. Die Richter wurden entlohnt; sie erhielten je Sitzungstag einen Obolus, später auf Kleons Veranlassung hin (425 vor Chr.) drei Obolen.

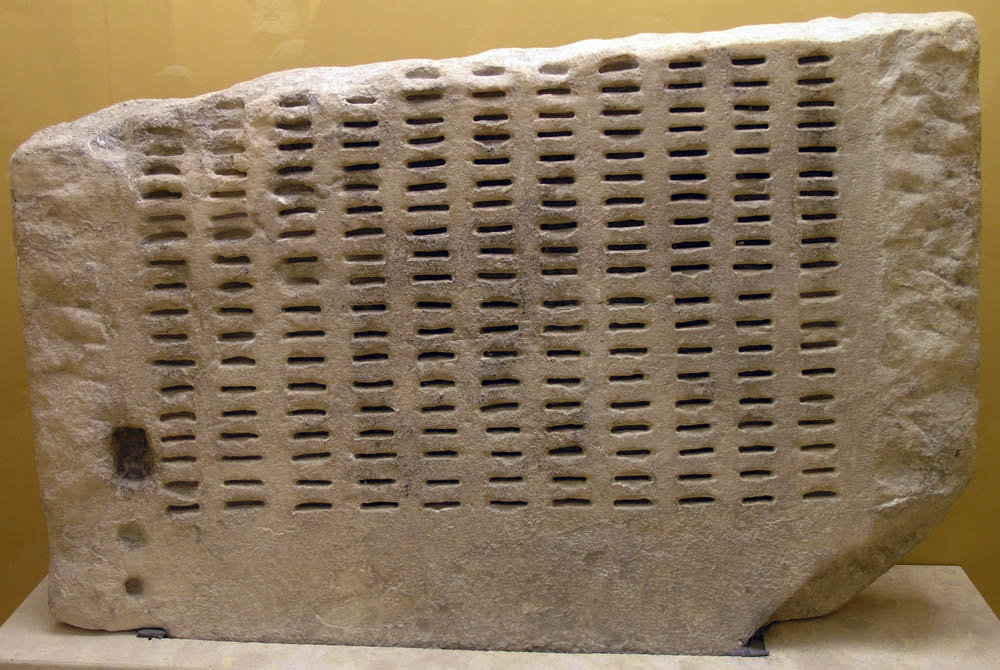
Maschine zur Auslosung der Heliasten (Agora-Museum Athen)

Die 6.000 Richter wurden aus den 10 Phylen ausgelost, wobei jede Phyle 600 Heliasten stellte, und dann in Spruchkörper (Abteilungen) mit jeweils 600 Mitgliedern aufgeteilt, von denen 500 oder 501 ständige Mitglieder waren, die übrigen Ersatzleute.
Nach der Auslosung hatten die Heliasten einmal jährlich den Heliasteneid zu schwören. Nach der Vereidigung erhielten sie einen Ausweis aus Buchsbaumholz mit ihren Namen, dem ihres Vaters und ihrer Deme und einem der zehn ersten Buchstaben des Alphabets (Alpha bis Kappa). In einem detailliert geregelten Verfahren, bei dem auch eine Losmaschine verwendet wurde, wurde an den einzelnen Sitzungstagen die Zusammensetzung der Spruchkörper ausgelost und ihnen die zu verhandelnden Fälle zugelost. Je nach der zu behandelnden Angelegenheit tagten die Spruchkörper mit 201 bis 501 bzw. 1001 bis 1501 Heliasten. In besonderen Angelegenheiten tagte das Gericht als Plenum.

## Zuständigkeit
Ursprünglich war die Gerichtsbarkeit der Heliaia darauf beschränkt, über Klagen gegen Archonten und andere Träger öffentlicher Ämter zu entscheiden. Ephialtes ließ durch Beschluss der Volksversammlung (Ekklesia) 461 dem Areopag (Ἄρειος πάγος), der als Bollwerk der Oligarchen galt, die meisten Kompetenzen entziehen, die an die Heliaia abgegeben wurden. Lediglich in der Blutgerichtsbarkeit (Mord und Brandstiftung) und auf sakralem Gebiet behielt der Areopag seine Zuständigkeiten, während die Heliaia für fast alle Zivil- und Strafsachen zuständig wurde. Man unterschied zwei Typen von Klagen: öffentliche Klagen (γραφαί) und Zivilklagen (ἴδιαι δίκαι). Eine öffentliche Klage konnte jeder Bürger einreichen, wenn gegen das Interesse der Allgemeinheit verstoßen worden war. Bei der Zivilklage dagegen konnte nur der Geschädigte die Klage erheben, und in erster Instanz entschied ein ausgeloster Schiedsrichter; nur bei Einspruch kam die Angelegenheit vor die Heliaia. Öffentliche Klagen waren zum Beispiel Hochverrat, Volksbetrug, Asebie, Hybris, Dokimasia, aber auch schwerer Diebstahl, Schädigung der Eltern, Waisen und Erbtöchter, Ehebruch und Kuppelei.
An Stelle des Areopags übernahm die Heliaia insbesondere auch die Zuständigkeit für die Graphe paranomon und damit für die Kontrolle der Entscheidungen der Volksversammlung (Ekklesia).

## Verfahren

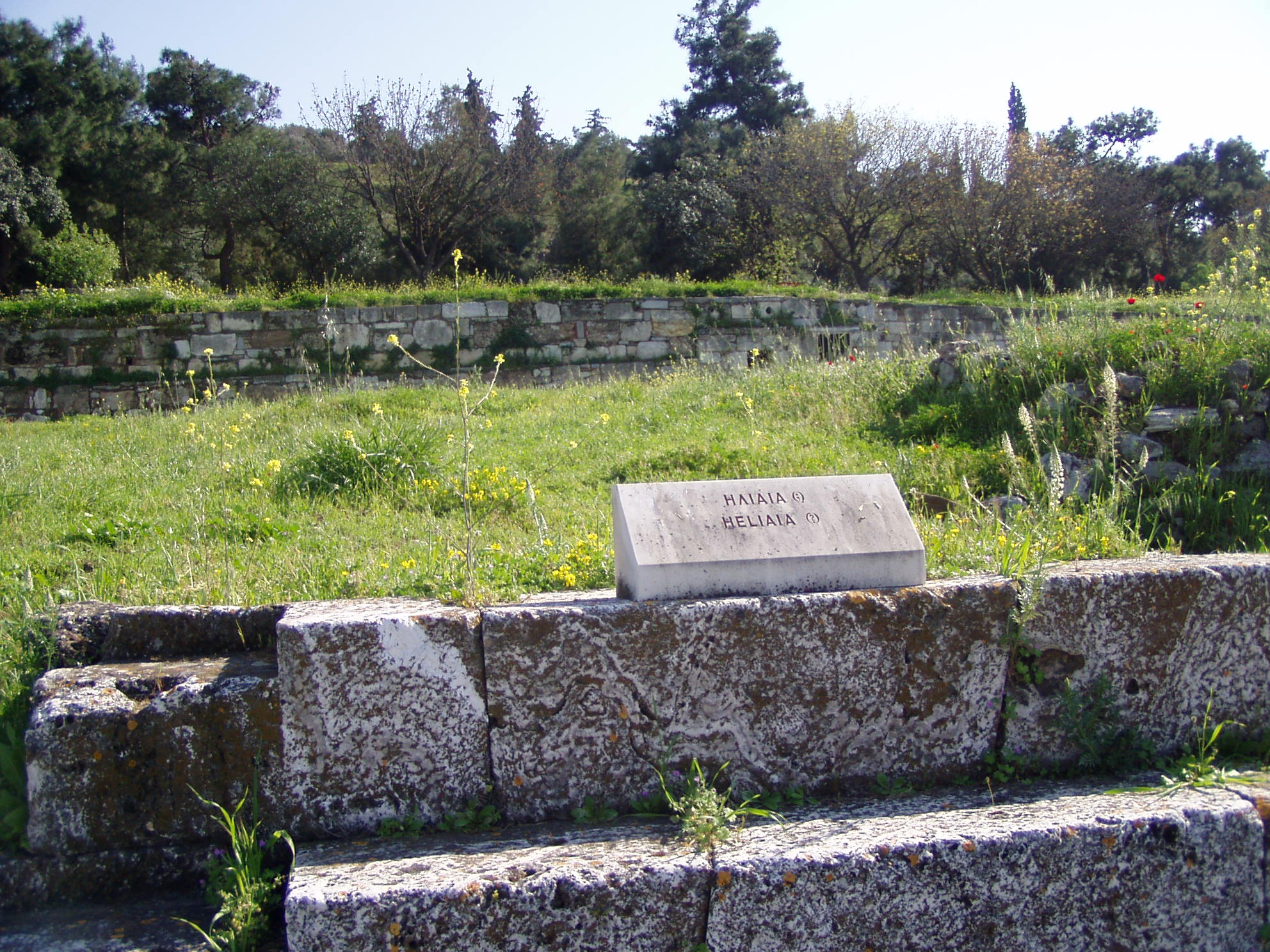
Vermutete Sitzungsstätte der Heliaia auf der Agora in Athen

Die Heliaia tagte an allen Arbeitstagen, ausgenommen die drei letzten Tage des Monats und die Tage, an denen die Volksversammlung (Ekklesia) tagte. Die Sitzungen fanden unter freiem Himmel in einem abgegrenzten Bereich statt, Zuhörer standen außerhalb.
Der vorsitzende Beamte (ἡγεμών hegemon) war für die Erfassung der Klagen verantwortlich. Nach einer Voruntersuchung hatte er die Parteien des Rechtsstreits und die Zeugen vorzuladen. Am Morgen des Sitzungstages bestimmte er durch das Los den für die einzelnen Fälle zuständigen Spruchkörper und den Sitzungsort. Er legte die Ergebnisse seiner Voruntersuchung vor. Danach wurden Kläger, Beklagter und die Zeugen angehört. Die Parteien plädierten selbst, ohne Unterstützung eines Rechtskundigen; allerdings hatten sie sich oft die Plädoyers von Logographen verfassen lassen. Die Redezeit wurde mit einer Wasseruhr (Klepsydra, κλεψύδρα) kontrolliert. Bei öffentlichen Klagen durfte jede Partei drei Stunden sprechen, weil nur ein Fall auf der Tagesordnung stand und der ganze Tag zur Verfügung stand. Bei Zivilklagen konnten für einen Tag vier Fälle vorgesehen werden.
Über die zu fällenden Entscheidungen wurde ohne Beratung geheim abgestimmt. Allerdings konnten sich die Richter während des Abstimmungsvorgangs untereinander besprechen und sie konnten durch Rufe Zustimmung oder Ablehnung zu den Äußerungen der Parteien bekunden. Bei der Abstimmung legten die Heliasten ihre Stimmsteine aus Bronze in Urnen. Bei Stimmengleichheit war die Klage abgewiesen. Über das Strafmaß wurde erforderlichenfalls in einer zweiten Abstimmung entschieden.

## Urteile
Die Heliasten konnten Geldstrafen (in Zivil- und Strafsachen) oder Körperstrafen (nur in Strafsachen) wie die Todesstrafe oder die Atimia (ἀτιμία, den Verlust der Bürgerrechte), bisweilen in Verbindung mit Enteignung und die Verbannung (ἀειφυγία) verhängen.
Bei einer öffentlichen Klage fiel die Geldbuße oder der strittige Besitz der Staatskasse zu, wenn der Angeklagte den Prozess verlor, wobei auch der Kläger am konfiszierten Vermögen beteiligt wurde. Bei einer Zivilklage stand dem Prozessgewinner die verhängte Geldbuße bzw. das Gut, um das geklagt worden war, zu. Dadurch wurden die Bürger angeregt, Gesetzwidrigkeiten vor Gericht zu bringen. Allerdings musste der Ankläger ein Gerichtsgeld hinterlegen, das er nur bei Verurteilung des Angeklagten zurückerstattet erhielt. Außerdem wurde der Ankläger sogar bestraft, wenn nicht mindestens ein Fünftel der Richter für seine Klage stimmte. Damit war eine Sicherung gegen unangebrachte Klagen eingebaut.

## Bekannte Verfahren vor der Heliaia

### Der Prozess des Sokrates

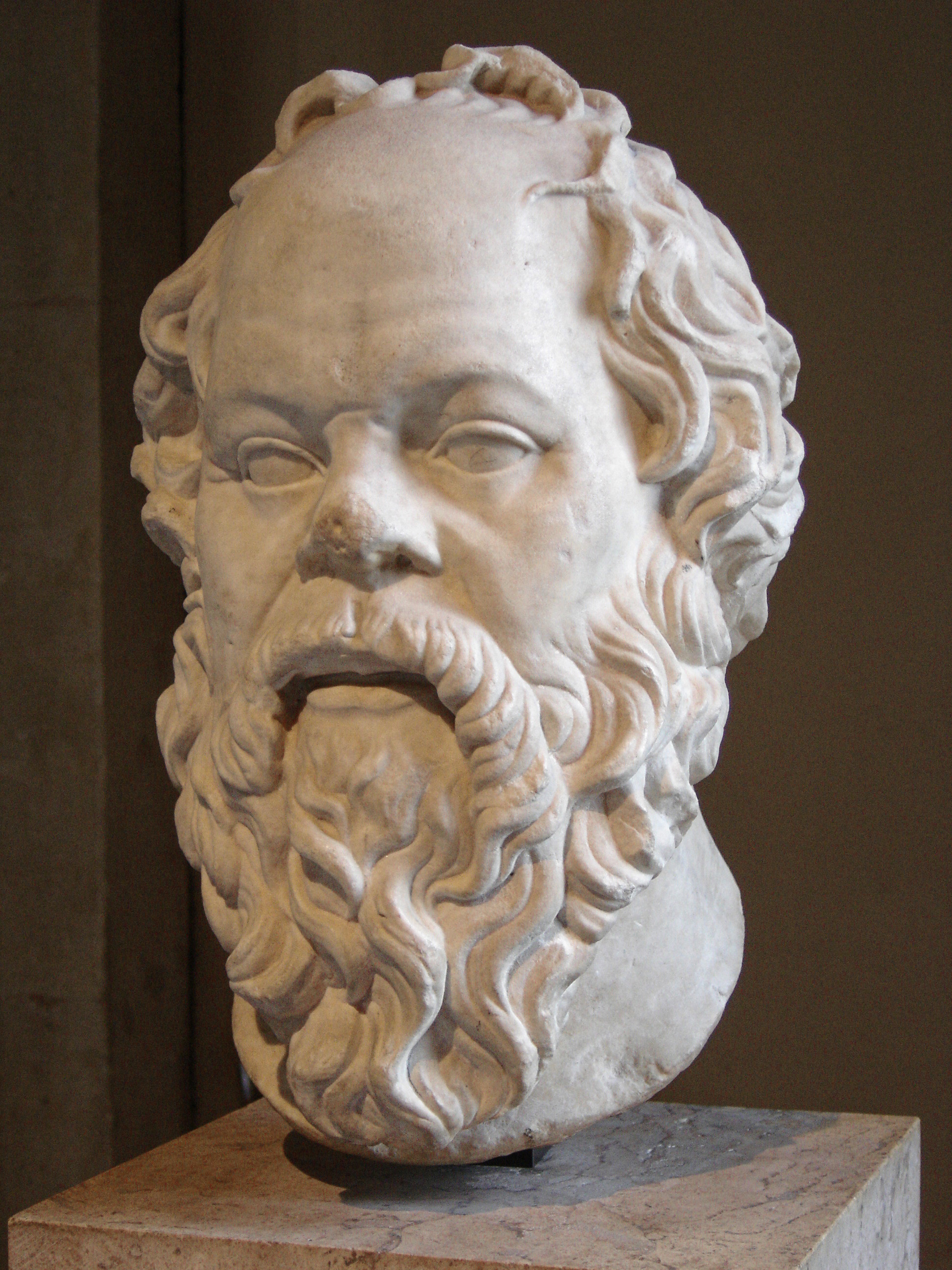
Sokrates

Sokrates wurde im Jahre 399 vor Chr. von Meletos, Anytos und Lykon der Asebie (Gottlosigkeit) angeklagt. Das Gericht befand ihn mit 281 zu 220 Stimmen schuldig und verurteilte ihn in einer weiteren Abstimmung mit 361 Stimmen zum Tode.

### Der Prozess des Perikles

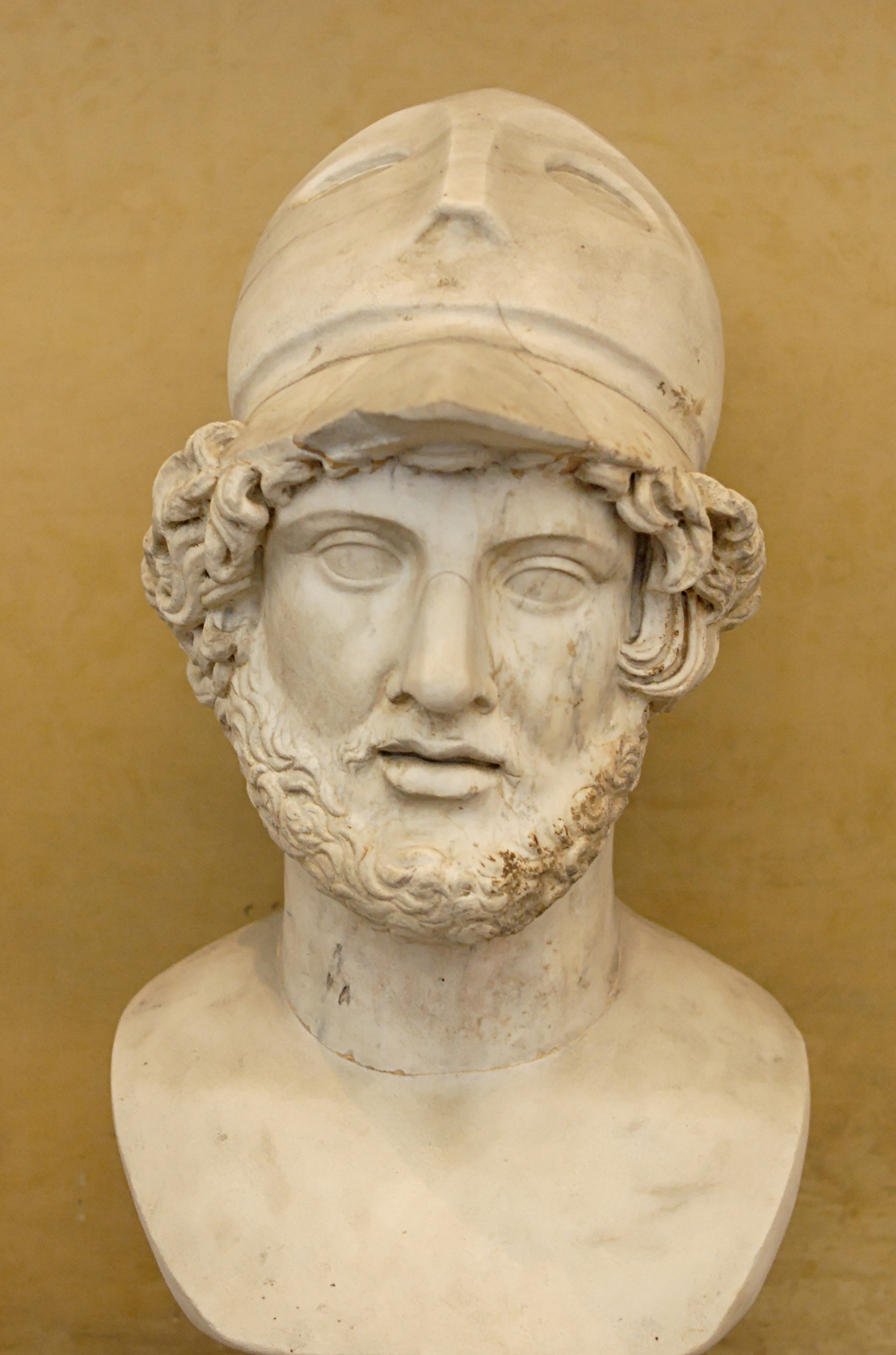
Perikles

Mehreren Gefolgsleuten des Perikles, insbesondere Anaxagoras und Phidias, wurde der Prozess gemacht. Auch die einflussreiche Frau von Perikles, Aspasia, wurde angeklagt. Mit knapper Mehrheit der Richterstimmen wurde sie freigesprochen.
Laut Plutarch war Perikles zwei Mal unter Anklage gestellt, zuerst nach Ausbruch des Peloponnesischen Krieges, sodann während des ersten Kriegsjahres, als er mit einer Geldstrafe in Höhe von fünf oder 15 Talenten belegt wurde. Vor dem Krieg war auf Antrag des Drakontides ein Gesetz verabschiedet worden, wonach Perikles über die öffentlichen Gelder Rechnung legen sollte und die Richter über seinen Fall mit Stimmzetteln entscheiden sollten, die auf den Altar der Göttin auf der Akropolis niedergelegt wurden.